# Sérgio Sessim
Sérgio Sampaio Sessim (Rio de Janeiro, 15 de março de 1963) é um político brasileiro. Em 2008, foi eleito prefeito de Nilópolis pelo Partido Progressista, com 42,78% dos votos válidos, totalizando 41.762 votos, pela coligação Comunidade Merece Respeito. É filho do deputado federal Simão Sessim, que estava no seu oitavo mandato consecutivo, e foi prefeito de Nilópolis de 1973 a 1977.
Sérgio é casado com Sônia Sessim e formado em engenharia. Foi Secretário de Obras, Meio Ambiente e Desenvolvimento Sustentável do Governo de seu primo Farid Abrahão David entre 2001 e 2008. Também é primo de Aniz Abrahão David, mais conhecido como Anísio, preso por contravenção pela Polícia Federal. Foi presidente da Escola de Samba Beija-Flor de Nilópolis.
Tentou a reeleição nas eleições de 2012, com a coligação Por Amor a Nilópolis, obtendo 46,82% dos votos válidos, totalizando 46.312 votos, ficando em segundo lugar no 1º turno (por ter menos de 200 mil habitantes, a cidade não possui segundo turno).
Em 2024, se filiou ao Partido dos Trabalhadores (PT), visando candidatura a prefeitura de Nilópolis. 